# 特莱平原

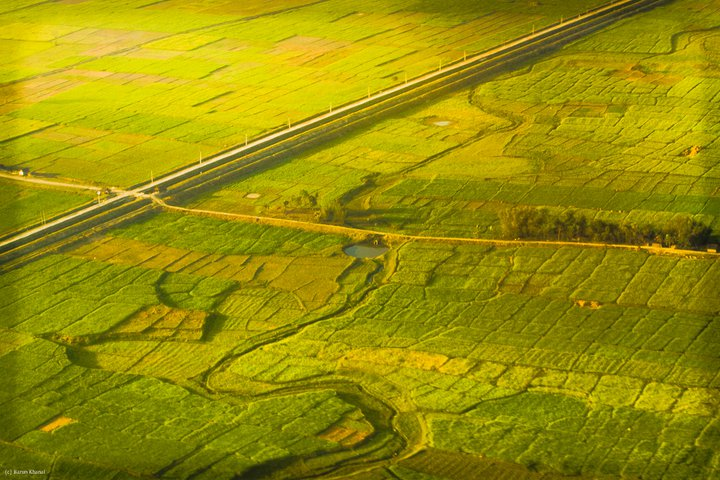
空中俯视尼泊尔比拉德讷格尔附近的特莱平原

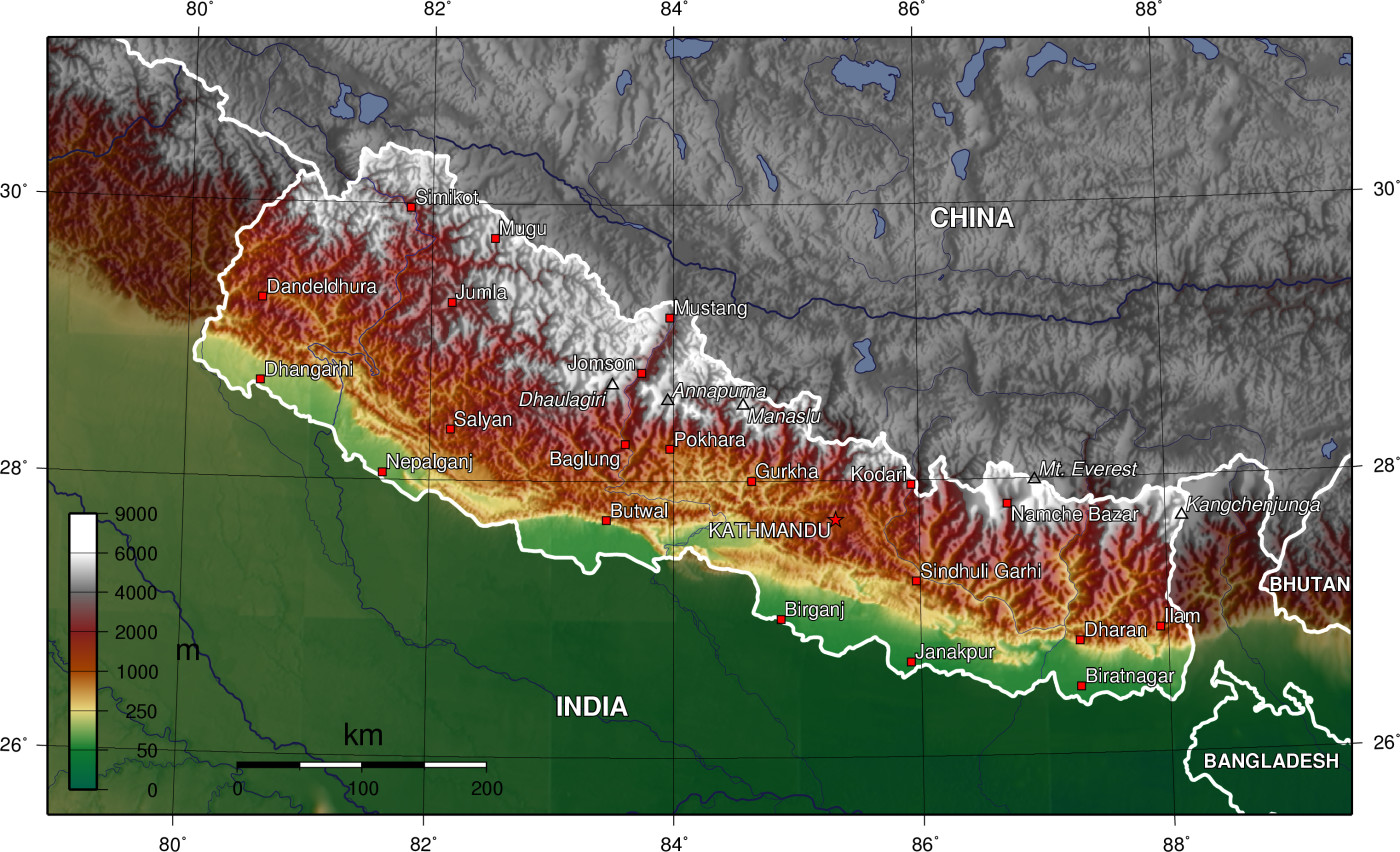
尼泊尔地形图，绿色部分为德赖平原

特莱平原（印地语和尼泊尔语中意为“湿谷，山脚低地”），也译作德赖平原，是印度河-恒河平原北部的尼泊尔-印度交界处的一处低地地区。北靠喜马拉雅山脉及西瓦利克山脉。该地区主要为草原、疏林草原、娑罗树林及沼泽组成。海拔在60-300米左右。为亚热带气候。
奇特旺国家公园及巴尔迪亚国家公园（Bardiya National Park）位于该区域。這里以前主要居民是塔魯族，在根除瘧疾後中部丘陵地區民族大舉南下，巴洪和切特里也成為主要居民。
英语中的特赖帽（阔边毡帽）即得名于此。
在尼泊爾，特萊是經濟生產力最高的地區。尼泊爾的大多數主要產業都位於該地區。這裡種植水稻、小麥、豆類、甘蔗、黃麻、煙草和玉米。整個地區建立了許多農產工業，如黃麻廠、糖廠、碾米廠和煙草廠。